# Eleda Stadion
L'Eleda Stadion, noto anche come Stadion o in passato come Swedbank Stadion per motivi di sponsorizzazione, è uno stadio di calcio di Malmö, in Svezia, dove il Malmö FF gioca le proprie partite interne. Ha una capacità di circa 24 000 spettatori, di cui 18 000 seduti e 6 000 in piedi. L'impianto è stato costruito a partire dal 2007 e inaugurato nel 2009 in sostituzione del Malmö Stadion, precedente stadio del Malmö FF.

## Caratteristiche
Lo stadio è provvisto di quattro tribune, una per ogni lato del campo, tutte coperte.

## Partite internazionali ospitate
Lo Swedbank Stadion ha ospitato cinque gare degli Europei Under-21 del 2009, tra cui la finale, e alcuni incontri della nazionale svedese, il primo dei quali registrò la vittoria degli scandinavi contro San Marino.